# The Man Trail
The Man Trail è un film muto del 1915 diretto da E.H. Calvert. La sceneggiatura si basa sul romanzo The Man Trail di Henry Oyen, uscito nello stesso anno a puntate su Adventure Magazine.

## Trama
John Peabody lascia la città e si reca nei boschi dove vive suo zio, proprietario di una ditta di legname. John, giovane e atletico, si unisce ai boscaioli dello zio che però non ha grande fiducia in lui e nasconde la loro parentela finché il nipote non si conquista il suo rispetto vincendo un concorso e, in seguito, sedando una rissa tra ubriachi. Innamorato di Belle, John provoca la gelosia di un altro pretendente della ragazza, un boscaiolo di nome Bull. Questi, passato a una azienda concorrente, cerca di sabotare il lavoro di John, diventato nel frattempo socio dello zio. La loro rivalità li porterà a sfidarsi a duello.

## Produzione
Il film, che fu prodotto dalla Essanay Film Manufacturing Company, venne girato in gran parte in Tennessee, a Chattanooga.

## Distribuzione
Il copyright del film, richiesto dalla Essanay Film Mfg. Co., fu registrato il 30 agosto 1915 con il numero LP6253. Distribuito dalla V-L-S-E, il film uscì nelle sale cinematografiche statunitensi il 13 settembre 1915. Nel 1919, la Victor Kremer Film Features ne curò una riedizione in cinque bobine.